# Barwena tragula
Barwena tragula (Upeneus tragula) – gatunek ryby z rodziny barwenowatych.

## Występowanie
Ocean Indyjski i wschodni Pacyfik od wschodniej Afryki po Nową Kaledonię, na północ sięga po Japonię.
Żyje na głębokości 10–50 m nad dnem piaszczystym lub mulistym w pobliżu raf koralowych. Wchodzi do przyujściowych odcinków rzek. Żyje samotnie, choć młode osobniki mogą się łączyć w spore grupy.

## Cechy morfologiczne
Osiąga 25 cm (maksymalnie 33 cm) długości. Wzdłuż linii bocznej 28–30 łusek. Na pierwszym łuku skrzelowym 19–23 wyrostki filtracyjne, 5–6 na górnej i 14–17 na dolnej części. W płetwie grzbietowej 8 kolców i 9 miękkich promieni, w płetwie odbytowej 1 twardy i 7 miękkich promieni. W płetwach piersiowych 13–14 promieni, w płetwach brzusznych 1 twardy i 5 miękkich promieni.
Wzdłuż boków, od czubka pyska do podstawy płetwy ogonowej biegnie ciemna, brązowa do czarnej, pręga. Grzbiet ponad pręgą, szarozielony, strona brzuszna poniżej pręgi biała do beżowej z nieregularnymi ciemnoczerwonymi plamkami, również na płetwach parzystych. Na płetwach grzbietowych ciemne plamy. Na płetwie ogonowej 10–12 (czasem więcej; u młodych osobników o długości ciała do 7 cm – 7–10) brązowych, ciemnobrązowych lub czarnych pręg – na górnym płacie 4–6, na dolnym płacie 4–7 pręg. Wąsy żółte, tęczówka oka czerwona z białym dolnym i górnym krańcem.

## Znaczenie
Poławiana w rybołówstwie i hodowana w akwariach.